# Betongunderlag
Betongunderlag för järnvägsspår är en kontinuerlig bana av betong som järnvägsrälsen vilar på och som ersätter slipers och ballast (järnvägsspår).

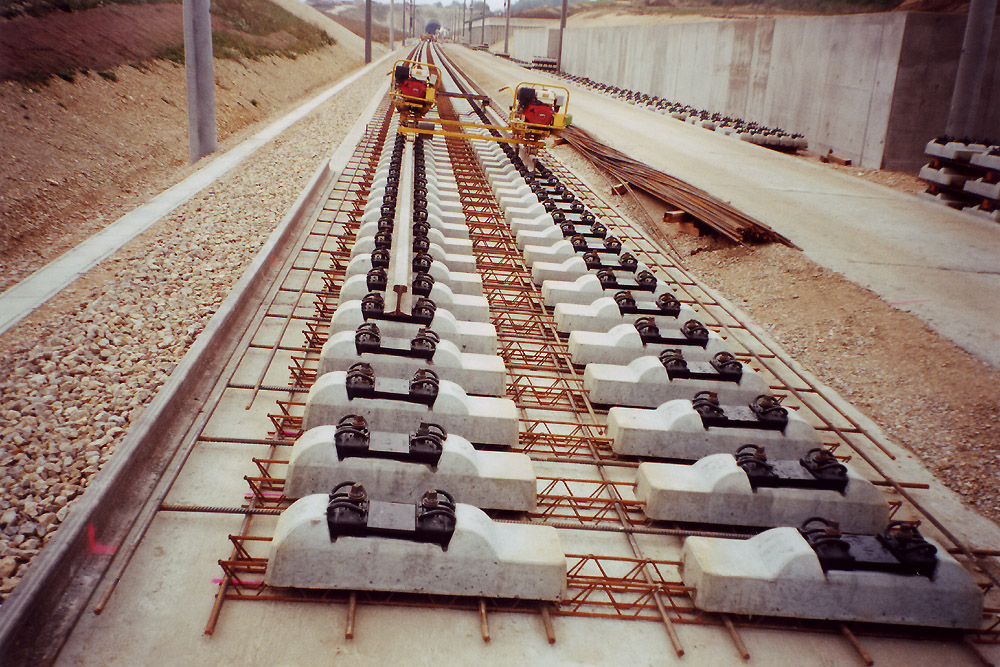
Betongunderlag, System "Rheda 2000", innan betong fylls på mellan plattorna

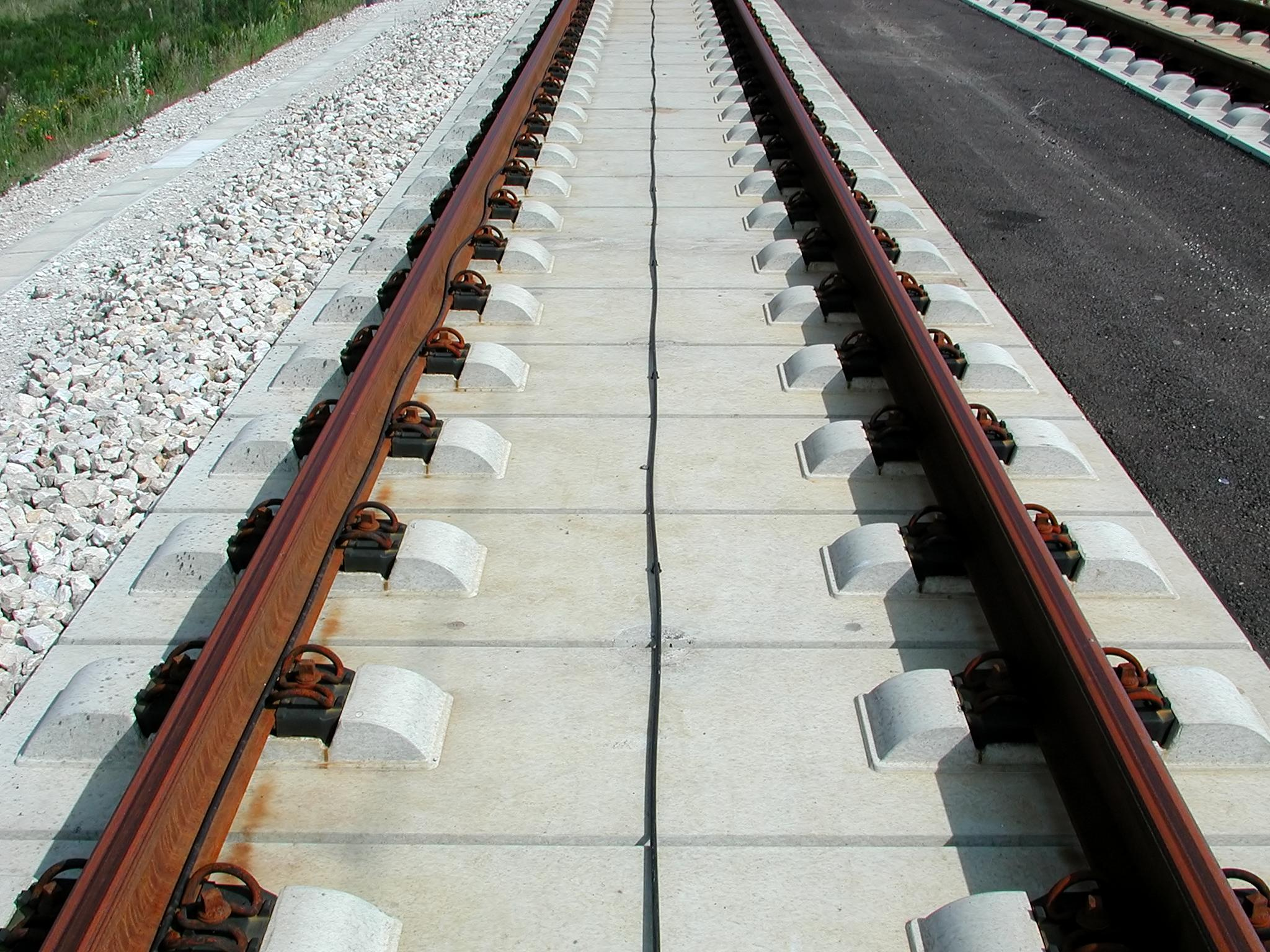
Betongunderlag System "FF Bögl" på höghastighetsbanan mellan Nürnberg och München

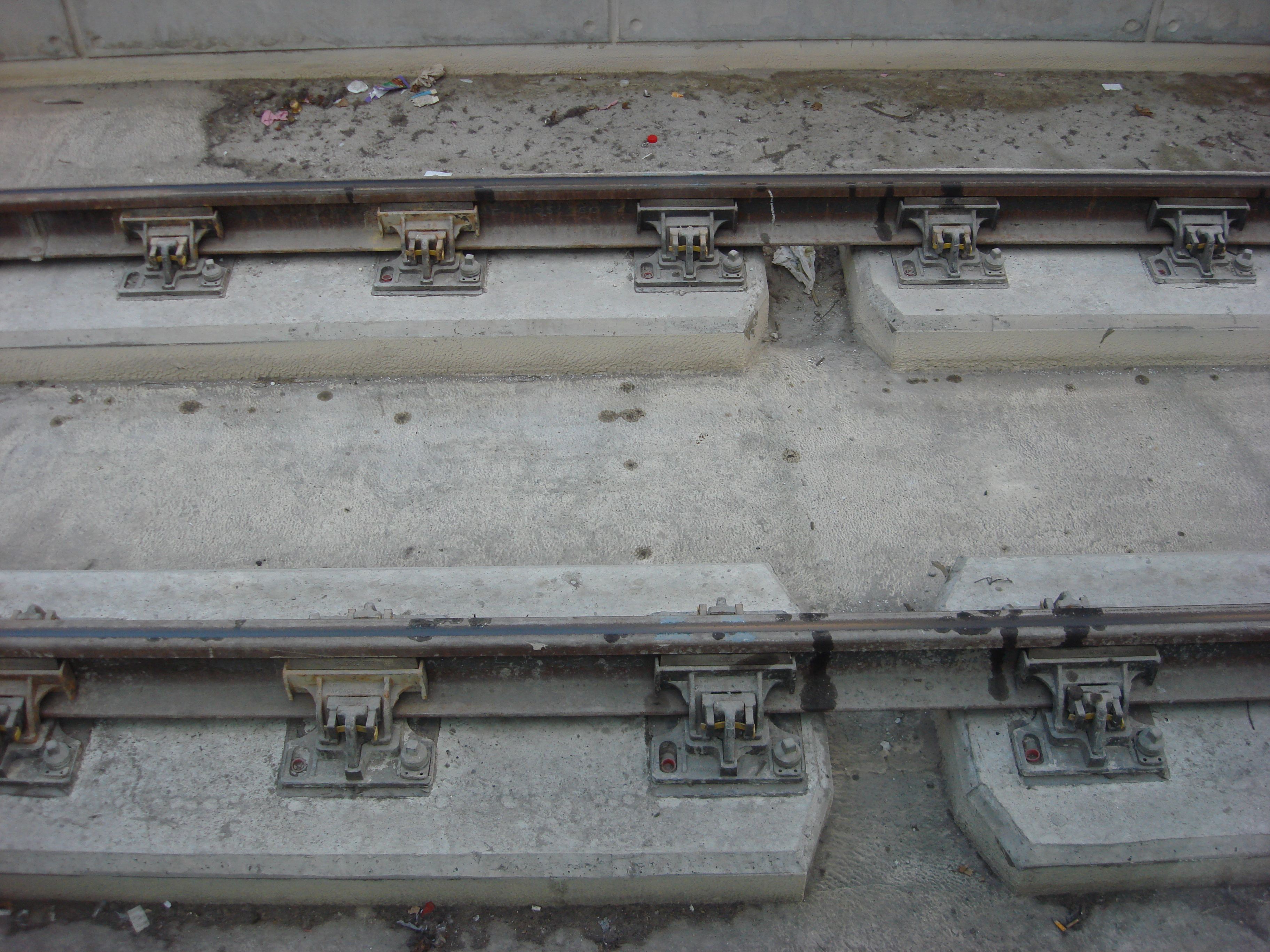
Betongunderlag vid St Pancras station i London

## Bakgrund
Från järnvägens barndom har rälsen vilat på slipers som i sin tur vilat i grus. Senare ersattes gruset av makadam vilket gav större stadga och bättre dränering. Makadamballasten löser dock inte alla problem. Spårläget kan vandra i kurvor, särskilt på broar. Detta gäller framför allt när järnvägsspåret dras genom trakter med mjuka jordlager, till exempel Nederländerna. De började experimentera redan 1960.
Genom att axeltrycken (STAX) och hastigheterna STH ökar har dessa problem accentuerats. Dessutom kan, vid hastigheter över 250 km/t, ballaststenar lyftas upp av lufttrycket och orsaka "stensprut". Flera länder har därför börjat anlägga ett betongunderlag för rälsen.

## Lösningar
- Direktgjuten bana. Ofta ca ½ m tjock. Dyrt och använt mest på broar där en brobana ändå krävs.
- Betongplattor. Är egentligen slipers som är breda och gjuts ihop på plats och ger ett kontinuerligt betongunderlag.
- Asfalterad ballast. Ger liknande effekt som vid betong. Billigast men inte lika underhållsfritt.

I samtliga fall används särskilda rälsbefästningar som fäst direkt i betongen. 

## Egenskaper
- Lämpligt på broar och viadukter. Vikten blir lägre och ballast fungerar dåligt på broar.
- Lämpligt i tunnlar. Betongunderlag har mindre höjd så att mindre berg behöver sprängas bort. Ballast fungerar dåligt även i tunnlar. Underhållet av ballastlagret är dyrare i tunnlar så fördelarna blir större.
- Banunderhållet är inte bara dyrt, utan stör trafiken, vilket kan vara avgörande på högtrafikerade banor.
- Bullret ökar eftersom betongunderlaget har lägre dämpning än stenballast. Kan delvis elimineras med befästningar som har inbyggd dämpning. Försök har även gjorts med att lägga betongunderlaget på en dämpande bädd.

## Spridning
Betongunderlag för järnväg användes 2009 i Japan, Frankrike, Italien, Schweiz, Nederländerna, Italien m.fl.